# Coatzontitla
Coatzontitla är en ort i Mexiko.   Den ligger i kommunen Axtla de Terrazas och delstaten San Luis Potosí, i den centrala delen av landet, 220 km norr om huvudstaden Mexico City. Coatzontitla ligger 136 meter över havet och antalet invånare är 943.
Terrängen runt Coatzontitla är kuperad åt sydväst, men åt nordost är den platt. Runt Coatzontitla är det tätbefolkat, med 427 invånare per kvadratkilometer. Närmaste större samhälle är Villa Terrazas, 2,6 km öster om Coatzontitla. I omgivningarna runt Coatzontitla växer huvudsakligen savannskog.